# Lophostoma silvicolum
Lophostoma silvicolum — вид родини листконосові (Phyllostomidae), ссавець ряду лиликоподібні (Vespertilioniformes, seu Chiroptera).

## Середовище проживання
Країни поширення: Болівія, Бразилія, Колумбія, Коста-Рика, Еквадор, Сальвадор, Французька Гвіана, Гаяна, Гондурас, Нікарагуа, Панама, Парагвай, Перу, Суринам, Венесуела. Знайдений в густих лісах. 

## Звички
Не відомо.

## Загрози та охорона
Вирубка лісів є проблемою, але не може бути серйозною загрозою. Вид знаходиться в природоохоронних районах.